# Володимир Сазонов

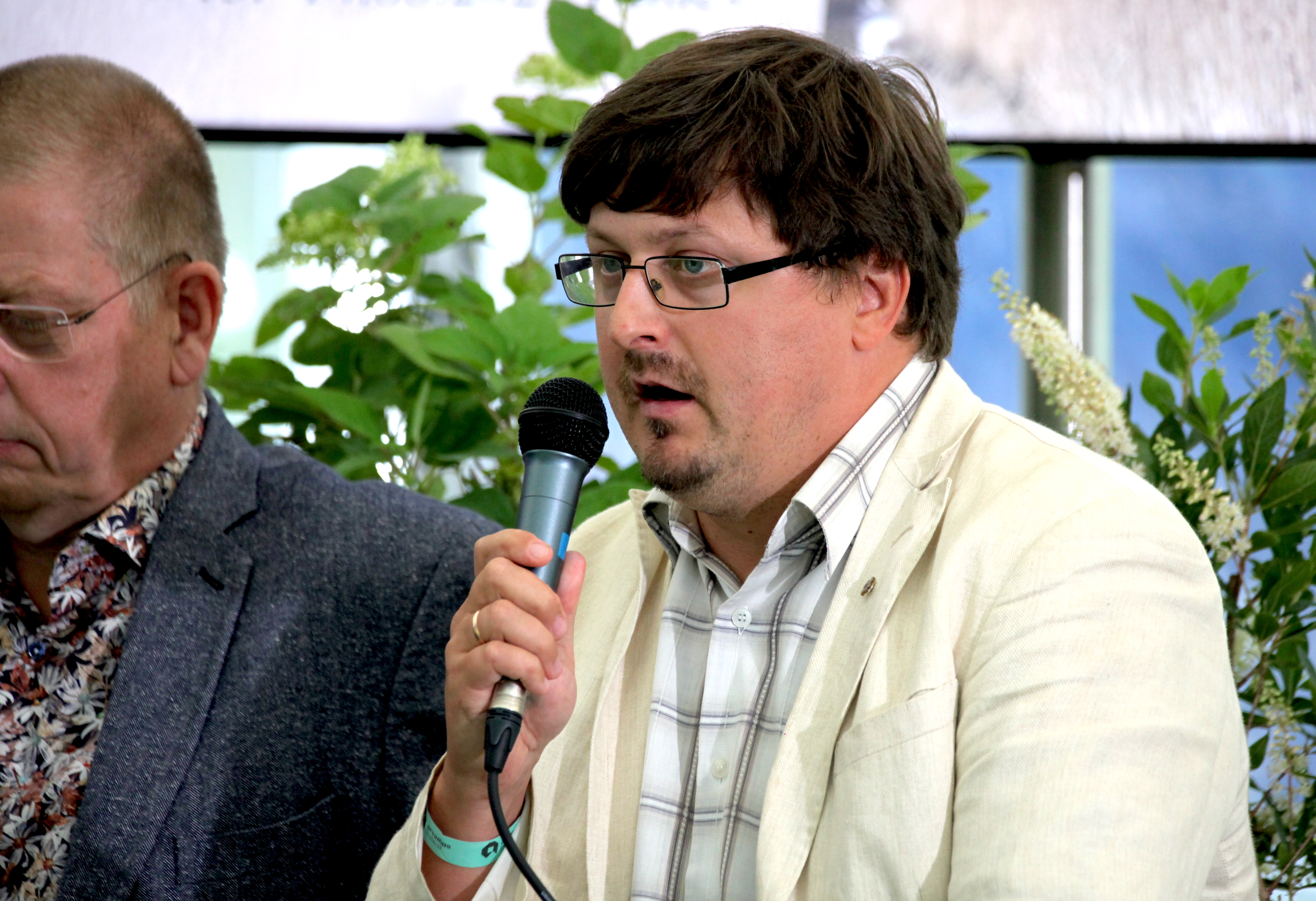
Володимир Сазонов у 2021 році

Володимир Сазонов (ест. Vladimir Sazonov; нар. 11 грудня 1979, Тарту) — естонський ассиролог, дослідник інформаційних воєн та перекладач.

## Життєпис
2003 року Сазонов закінчив гімназію Аннелінна в Тарту, а 2005-го — історичний факультет Тартуського університету. Потім вступив до докторантури, яку закінчив у 2010 році, захистивши докторську дисертацію «Die Königstitel und -epitheta in Assyrien, im Hethiterreich und in Nordsyrien (Ugarit, Emar, Karkemiš) in der mittelassyrischen Zeit: Strukturelle Gemeinsamkeiten, Unterschiede und gegensionsgie Beeinflussung» («Королівські титули та епітети в Ассирії, хетській країні і Північній Сирії (Угарит, Емар, Каркемиш) в епоху Середньої Ассирії: структурні подібності, відмінності та взаємовпливи»). Його керівниками були Амар Аннус і Майт Коїв. З 2011 року — докторант Талліннського університету.
Раніше Сазонов вивчав шумерську, аккадську, хетську, хурритську, угаритську, давньоперську та інші стародавні мови, близькосхідну археологію, шумерську та аккадську літературу та релігію в Тартуському університеті та Ассиріологічному інституті Геттінгенського університету. Він також вивчав історію Стародавньої Греції як стипендіат Базельського університету.
З 2010 року — науковий співробітник Тартуського університету, з 2012 року — старший науковий співробітник, а з 2011 року — доцент Об'єднаних навчальних закладів Сил оборони Естонії.
З 2014 року вивчає російсько-українську війну.
Сазонов читав лекції на факультеті історії Тартуського університету, факультеті релігії та Нарвському коледжі, а також у Об'єднаних навчальних закладах Сил оборони Естонії. Він викладав історію культури та релігії, археологію шумерських, аккадських, хетських, перських та інших народів Близького Сходу, а також основи давньоперської мови.

## Творчість
Сазонов перекладав стародавні близькосхідні тексти естонською мовою. До «Антології античної літератури», виданої 2005 року, також увійшов епічний переклад «Гільгамеш і Акка», зроблений ним разом з Раулем Вееде.
Він опублікував численні статті естонською мовою про історію Близького Сходу та сучасні теми в газетах Postimees, Ajalooline Ajakiri, Akadeemia, Horisont, Mäetagused, Tuna, Usuteudslik Ajakiri та інших. З 2008 року є співавтором енциклопедії TEA. Його дослідження в основному охоплюють дві сфери: шумерську та ассирійську релігію та державну пропаганду, а також російську інформаційну війну проти України та країн Заходу.

### Книги
- «Антологія античної літератури» (один із перекладачів), Варрак 2005, ISBN 998-5309529
- Володимир Сазонов, Петер Еспак, Андреас Йоханді. «Історія Стародавнього Близького Сходу 3500-2000 років до н. е. Історія Месопотамії від виникнення клинопису до падіння Новошумерської держави». Під редакцією Рауля Вееде. Тарту: Видавництво Тартуського університету, 2017, ISBN 978-9949773718

## Громадська діяльність
Володимир Сазонов з 2006 року є членом студентської корпорації Sakala, з 2007 року — в Естонському академічному товаристві сходознавців, з 2009 року — в Естонському академічному релігійно-історичному товаристві. З 2011 — член Естонського академічного історичного товариства, член Товариства біблійної літератури та Міжнародної асоціації ассиріології. З 2001 року він є членом Естонського ассиріологічного товариства, з 2004 по 2008 рік був його головою, а з 2008 року є членом правління товариства.

## Родина
Батьки Володимира Сазонова — лікарі.

## Статті та виступи
- Vladimir Sazonov, Peeter Espak «Idamaise despotismi lätted. Kuningavõim muistses Sumeris ja Akkadis» Horisont, 5/2005
- «Arad-Ahhešu kiri Aššurbanipalile» Tuna, 1/2006, lk 80–87
- «Akkadi kuningate jumalikustamine» Tuna, 2/2007, lk 11–23
- Vladimir Sazonov, Peeter Espak «Võimuvõitlus muistses Lähis-Idas» Horisont, 2007, nr 4
- «Sumeri varajane kuningavõim 28.-24. sajandil eKr», Akadeemia, 9/2007
- «Hetiidi kuningate titulatuuri arengujoontest 17-13 saj eKr» Rmt: «Eesti Akadeemilise Orientaalseltsi Aastaraamat 2008», toimetajad T. Kulmar, I. Ude, lk 30–51
- «Kuningas Šulgi laul: mõned märkused uus-sumeri kuninga Šulgi (2093—2046) kuningavõimu ideoloogia kohta» Usuteaduslik Ajakiri, 1/2008, lk 84–107
- «Akkadi kuningavõim kui arhetüüp» Ajalooline Ajakiri, 3/2008, lk 195—214
- «Kuninglik propaganda Kesk-Assüüria suurriigis 1365—1208 eKr. valitsejate tiitlite näol» Tuna, 2008/4, lk 5–15
- «Lohetapmise motiiv Anatoolias II eelkristlikul aastatuhandel» Horisont, 5/2008
- «„Päikesekuninga“ kontseptsiooni tekkest ja arengust Mesopotaamias ja Anatoolias II eelkristlikul aastatuhandel» Mäetagused, 42, 2009
- «Legend neetud kuningast: ebaõiglase kuninga karistamine» Kirikiri, 02.08.2009
- «Õllest ja õllejoomisest muistses Sumeris ja Akkadis» Kirikiri, 30.12.2009
- «Küüditamispoliitika kui muistne tava Uus-Assüüria impeeriumis 9.–7. sajandini eKr» Mäetagused, nr 44, 2010
- «Mõningad märkused neetud Akkadi kuninga karistamise legendide kohta» Usuteaduslik Ajakiri, 2/2011
- «Tabarna/Labarna — imperiaalse idee reﬂektsioon ühe hetiidi kuningliku tiitli näitel» Tuna, 2/2011, lk 18–25
- Toomas Jüriado intervjuu Vladimir Sazonoviga Kuku raadio saates «Loodusajakiri», 18. märts 2010
- Kärt Jänes-Kapp «Tööd jätkub tuhandeks aastaks» Horisont, 3/2010 (intervjuu)
- «Uus-babüloonia kroonika ja vana-pärsiakeelne raidkiri Artaxerxes III Ochose valitsemisajast. Tõlked ja kommentaarid» Mäetagused, nr 47, 2011
- «Müüt „Illujanka ja Tešub“ ja EZENpurulliyaš pidustused hetiidi religioosse ideoloogia ja kuningavõimu kontekstis. Mesopotaamia ja hatti mõjutused» Usuteaduslik Ajakiri, 1/2011
- «Küüditamine, isikukultus ja despotism Lähis-Idas» Postimees, 17.04.2011
- «Islamiusuliste omavaheline tüli» Postimees, 06.01.2012
- «Kas Süüriat ootab islamistlik tulevik?», Maailma Vaade, nr 20
- Õpetussõna. Miks ja kuidas tekib islamiäärmuslus? Maailma Vaade nr 25
- Mõningaid üldisemaid täheldusi Venemaa Föderatsiooni infosõjast Ukraina kriisi kontekstis, Maailma Vaade nr 26
- Kaks sünnipäeva: Sergei Stadnikov 60 ja «Sinuhe jutustus» 20, Kirik & Teoloogia, 22. juuli 2016
- Pärsia lahe troonide mäng — Katari piiramine, Postimees, 1. september 2017
- «Vanemteadur: Venemaa infosõja eesmärk on külvata kaost ja trotsi», ERR Novaator, 8. september 2021